# 加斯維爾 (阿肯色州)
加斯維爾（英語：Gassville）是一個位於美國阿肯色州巴克斯特縣的城市。根據2020年美國人口普查，該地人口為2171人，而該地的面積約為8.89平方千米。

## 地理
加斯維爾的座標為36°16′59″N 92°29′24″W / 36.28306°N 92.49000°W，而該地的平均海拔高度為233米（即764英尺）。